# Орикола
Орѝкола (на италиански: Oricola, на местен диалект Urìcola, Урикула) е село и община в Южна Италия, провинция Акуила, регион Абруцо. Разположено е на 810 m надморска височина. Населението на общината е 1248 души (към 2010 г.).